# Orgellandschaft Saarland

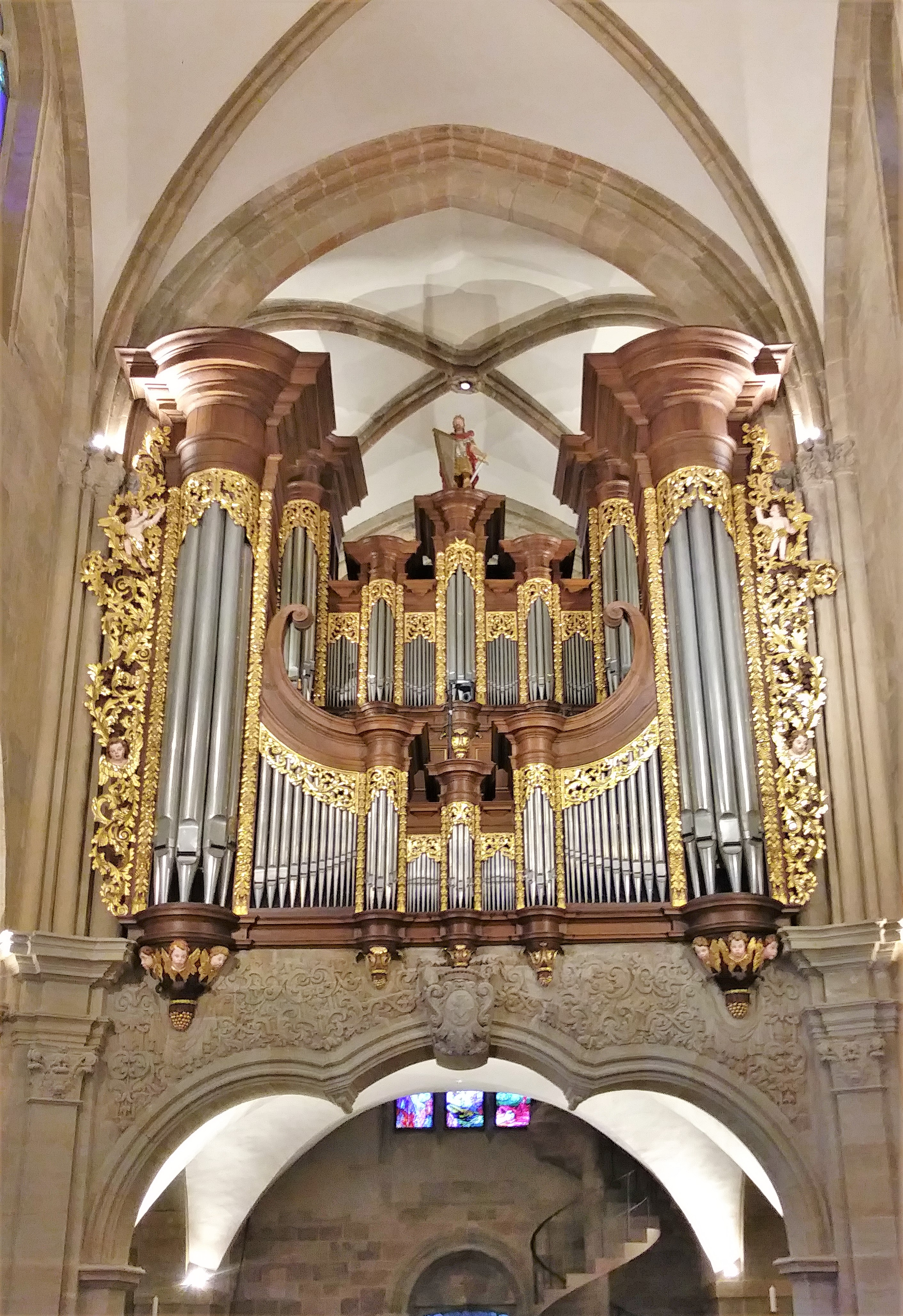
Orgelprospekt in der Abteikirche Tholey (Roman Benedikt Nollet, 1734)

Die Orgellandschaft Saarland beschreibt die Orgeln im Bundesland Saarland. Sie geht in ihrem heute erhaltenen Bestand bis ins 18. Jahrhundert zurück. Die ältesten Belege für Orgeln in der Region des heutigen Saarlandes reichen bis ins 3. Jahrhundert n. Chr.
Nähere Details zu den erhaltenen Werken finden sich in der Liste von Orgeln im Saarland.

## 3. bis 18. Jahrhundert

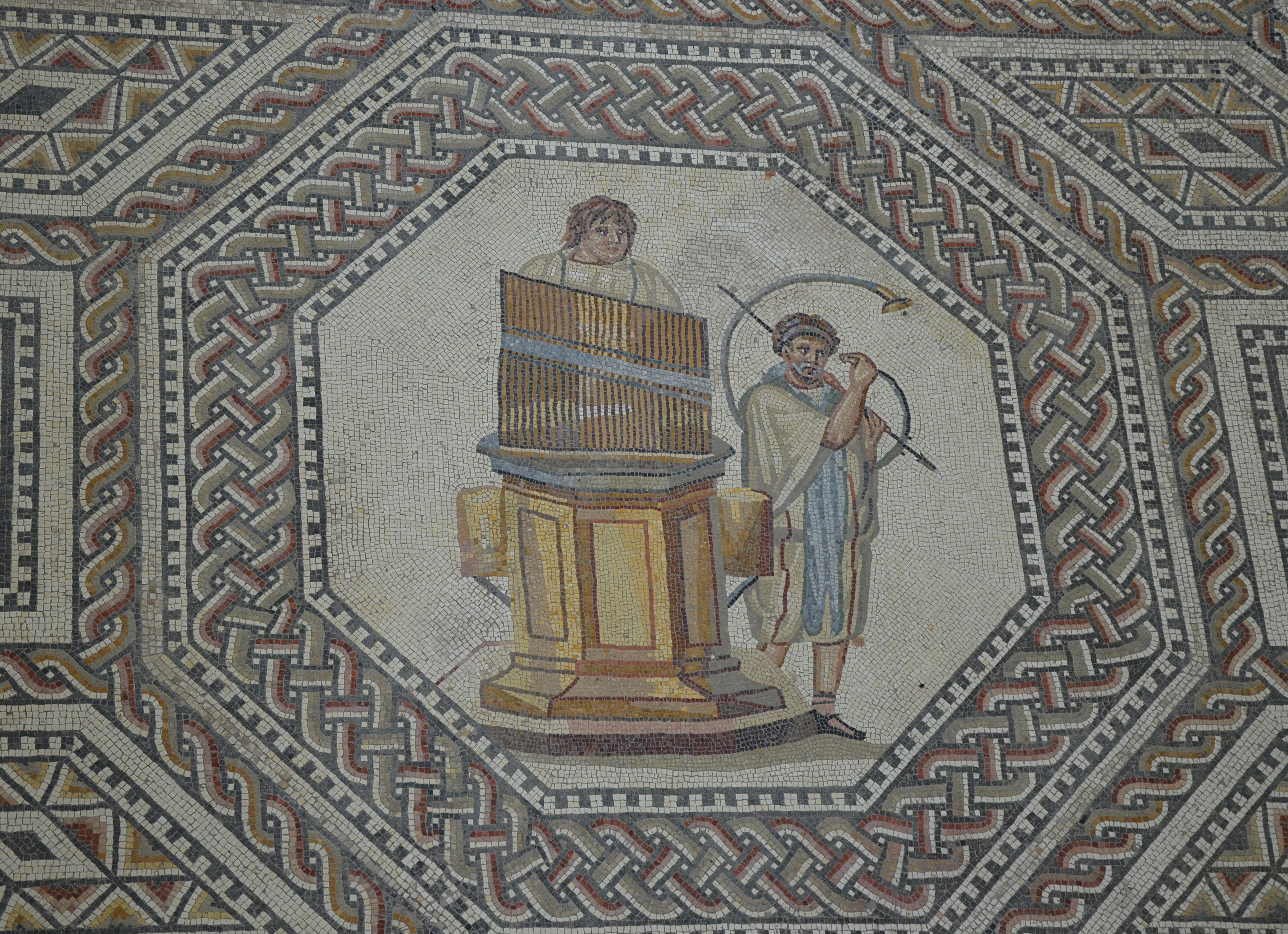
Mosaik in der römischen Villa in Nennig (3. Jahrhundert)

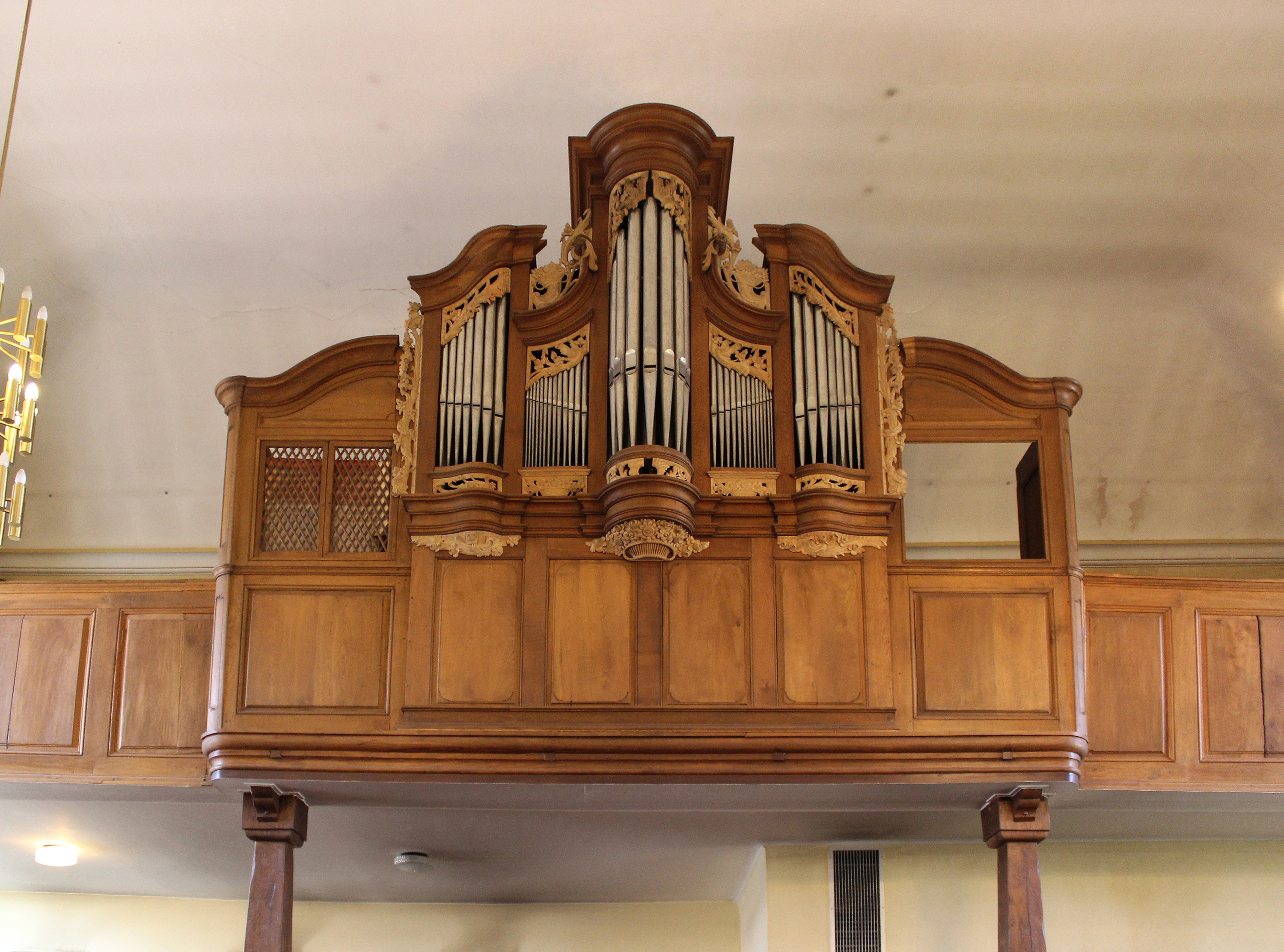
Sötern, Evangelische Kirche (Johann Philipp und Johann Heinrich Stumm, 1765)

Die älteste bildliche Darstellung einer Orgel findet sich im Mosaikteppich der römischen Villa in Nennig in der Gemeinde Perl. Sie stammt aus dem 3. Jahrhundert nach Chr. und zeigt eine einfache Hydraulis, die im Stehen gespielt wurde.
Der älteste Beleg für die Existenz einer Orgel ist eine Rechnung von 1465, in der die Dienste eines Organisten in der Wendalinusbasilika in St. Wendel genannt werden. Aus dem Jahr 1519 liegt eine Rechnung für den Bälgetreter, den bleßer zu der Orgel ebenfalls in St. Wendel vor. Der erste belegbare Neubau einer Orgel stammt aus dem Jahr 1610, als – wiederum in St. Wendel – ein Vertrag mit den beiden brabantischen Orgelbauern Florentinus Hocque und dessen Bruder Nicolas, die auch die heute noch erhaltene Orgel der Kathedrale von ’s-Hertogenbosch (Niederlande) zur Reparatur einer offensichtlich noch älteren Orgel geschlossen wurde. 1615 wurde eine neue Orgel in der Schlosskirche in Alt-Saarbrücken eingeweiht. Des Weiteren sind bis zum Ende des 17. Jahrhunderts Instrumente in Ensheim (1680), in der Lutherischen Kirche Ottweiler (1691), in der Benediktinerabtei Tholey (1693) und in der nicht mehr erhaltenen Kirche St. Sebastian in Blieskastel nachgewiesen.
Wie in anderen linksrheinischen Gebieten setzten sich nach den Eroberungen durch Ludwig XIV. im Reunionskrieg (1683–1684) und im Pfälzischen Erbfolgekrieg (1688–1697) für mehr als 150 Jahre französische Einflüsse im Orgelbau durch. Diese zeigten sich u. a. in Gehäusegestaltung, Werkanordnung, Vorliebe für die Zungenregister Vox humana und Krummhorn, hochgebänkten Kornetten und Mixturzusammenseztung.
1734 wurde durch den Trierer Orgelbauer Roman Benedikt Nollet in der Abteikirche Tholey eine Orgel errichtet, deren barocker Prospekt noch erhalten ist und zu den schönsten Orgelprospekten der Region zählt. Die Instrumente hinter diesem Prospekt haben jedoch leider mit der Zeit gewechselt. Zurzeit befindet sich in dem Gehäuse ein Werk der Firma Hugo Mayer Orgelbau aus dem Jahr 2020 mit III/37. Die einzige noch erhaltene Orgel von Nollet befindet sich in der Kirche von Irsch (Trier-Irsch) in Rheinland-Pfalz. Nollet war auch zwei Jahre zuvor in der Wendalinusbasilika St. Wendel tätig, wo er 1732 ein Instrument mit II/20 errichtete, das wiederum 1781 durch ein Werk der bedeutenden Orgelbauerfamilie Stumm ersetzt wurde. Der historische Prospekt ist bis heute erhalten und beherbergt nun eine viermanualige Klais-Orgel aus dem Jahre 1934.
Von Johann Georg Geib, dem bedeutendsten Orgelbauer des 18. Jahrhunderts auf dem Gebiet des heutigen Saarlandes, sind nur Instrumente in Lothringen und der Pfalz erhalten. Von seinem Neffen Ludwig Geib ist jedoch ein Gehäuse in Güdingen von 1791 erhalten.
Die ältesten Orgeln im Saarland stammen aus dem 18. Jahrhundert: Die Orgel der evangelischen Kirche in Sötern kommt aus der Werkstatt Stumm und wurde 1765 erbaut; die Orgel im Privatbesitz, die seit 2013 in der Martin-Luther-Kirche St. Ingbert aufgestellt ist, soll nach Einschätzung von Sachverständigen in der Zeit um 1700 entstanden sein; die sich ebenfalls im Privatbesitz befindende italienische Orgel im Gut Königsbruch in Homburg-Bruchhof, die 2017 dort aufgestellt wurde, soll um 1740 erbaut worden sein.
Der Ursprung der Orgel in Bübingen liegt im Unklaren: Sie besitzt ein Gehäuse aus dem Jahr 1709, eine Windlade, die in der zweiten Hälfte des 18. Jahrhunderts erbaut sein dürfte, und vier Register, die ebenfalls aus dem 18. Jahrhundert stammen dürften. Sie wurde 1881 von Oberlinger  nach Bübingen transferiert.
Die 1842 von John Gray in einer Privatkapelle des Buckingham Palace in London aufgestellte Orgel soll noch Teile einer nach 1780 von Samuel Green erbauten Orgel enthalten. Das Instrument wurde mehrfach umgebaut und steht seit 2008 in der Saarbrücker Deutschherrenkapelle.
Als 1793 französische Revolutionstruppen in der Region einfielen, wurden viele Orgeln in Mitleidenschaft gezogen. Nach Auflösung der Klöster wurden die noch intakten Orgeln verkauft. So kam Medelsheim 1801 in den Besitz einer Orgel mit zwei Manualen und 21 Registern aus dem Augustinerkloster Saarlouis, die 1939 verbrannte. Die 1732 von Nollet für den St. Wendeler Dom erbaute Orgel, die 1784 in die Homburger Franziskanerkirche gekommen war, wurde nach 1793 in die katholische Kirche in Zweibrücken in Rheinland-Pfalz transferiert, ist aber ebenfalls nicht erhalten. Bereits 1788 erwarb die Kirchengemeinde Gros-Réderching die 1739 von Joseph Le Picard aus Metz für das Kloster Gräfinthal erbaute Orgel. 1947 wurde das Instrument abgebaut, um die Kriegsschäden zu reparieren. Danach verlieren sich seine Spuren.

## 19. Jahrhundert

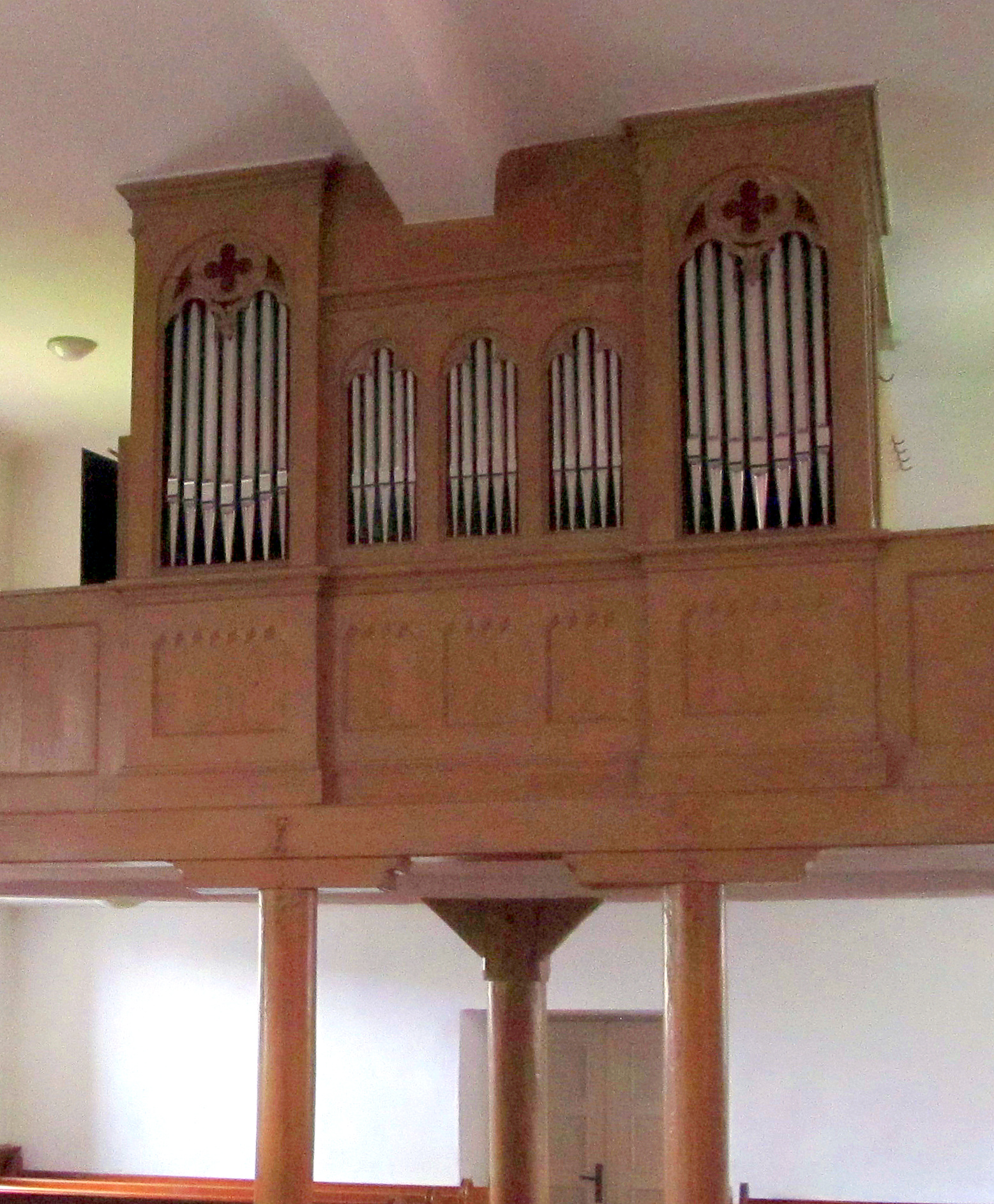
Wolfersheim, Protestantische Kirche (Gustav Schlimbach, 1857)

Im zweiten Drittel des 19. Jahrhunderts bekamen vermehrt Dorfkirchen eine Orgel. Dazu gehört zum Beispiel die 1834 erbaute Stumm-Orgel der evangelischen Kirche in Wolfersweiler, die jedoch aufgrund mehrerer Eingriffe durch Oberlinger nicht original erhalten ist. Auch die Stumm-Orgel der katholischen Kirche Ommersheim von 1838 wurde mehrmals verändert. Wie in Wolfersweiler steht auch in Ommersheim eine Rückführung auf den Ursprungszustand noch aus. In der katholischen Kirche Rappweiler in der Gemeinde Weiskirchen steht seit den 1930er Jahren ein Instrument, das von Christian Roetzel 1844 für eine Kirche in Radevormwald erbaut worden war.
In der ersten Hälfte des Jahrhunderts wurden einige Instrumente durch Jean-Frédéric Verschneider aus Puttelange-aux-Lacs in Lothringen erbaut, dessen Vater bereits im 18. Jahrhundert in einigen Kirchen tätig gewesen war. Von seiner Orgel in Wadern ist nur das Gehäuse – wenn auch verändert – erhalten.
Bis 1870 sind fast alle Instrumente hinsichtlich Disposition und Technik dem klassischen Orgelbau verpflichtet. So besitzen sie in der Regel mechanische Schleifladen und sind in ihrer Disposition an der Frühromantik orientiert.
Für viele Orgelbauer ist das Festhalten an der Bass- und Diskantteilung charakteristisch. Auch der klassischen mechanischen seitenspieligen Anlage sowie dem kurzen Pedalumfang blieben viele Orgelbauer lange treu, wie beispielsweise Heinrich Wilhelm Breidenfeld aus Trier bei der 1884 erbauten Orgel in Nennig.
Weitere bedeutende Orgelbauer des 19. Jahrhunderts waren Gustav Schlimbach aus Speyer und Carl Wagner aus Kaiserslautern, die jeweils zahlreiche Dorfkirchen im Saarpfalz-Kreis und im östlichen Saarland belieferten, sowie die Gebrüder Oberlinger aus Windesheim.
Der Deutsch-Französische Krieg von 1870/1871 ermöglichte einen ungehinderten Zugang von lothringischen und elsässischen Orgelbauern im Saarland. Dies konnte jedoch nur von Dalstein & Hærpfer aus Boulay in Lothringen genutzt werden, die im Raum Saarlouis tätig waren.
In der zweiten Hälfte des 19. Jahrhunderts wurden häufiger Orgeln von überregional tätigen Orgelbauern errichtet, so von Eberhard Friedrich Walcker in Mimbach (1860), Webenheim (1873) und Hoof (1879), von Friedrich Ladegast in St. Ingbert (1865) und von H. Voit & Söhne in Kirkel (1890), Bexbach (1892) und St. Ingbert (1894).

## 20. Jahrhundert

### 1900–1919

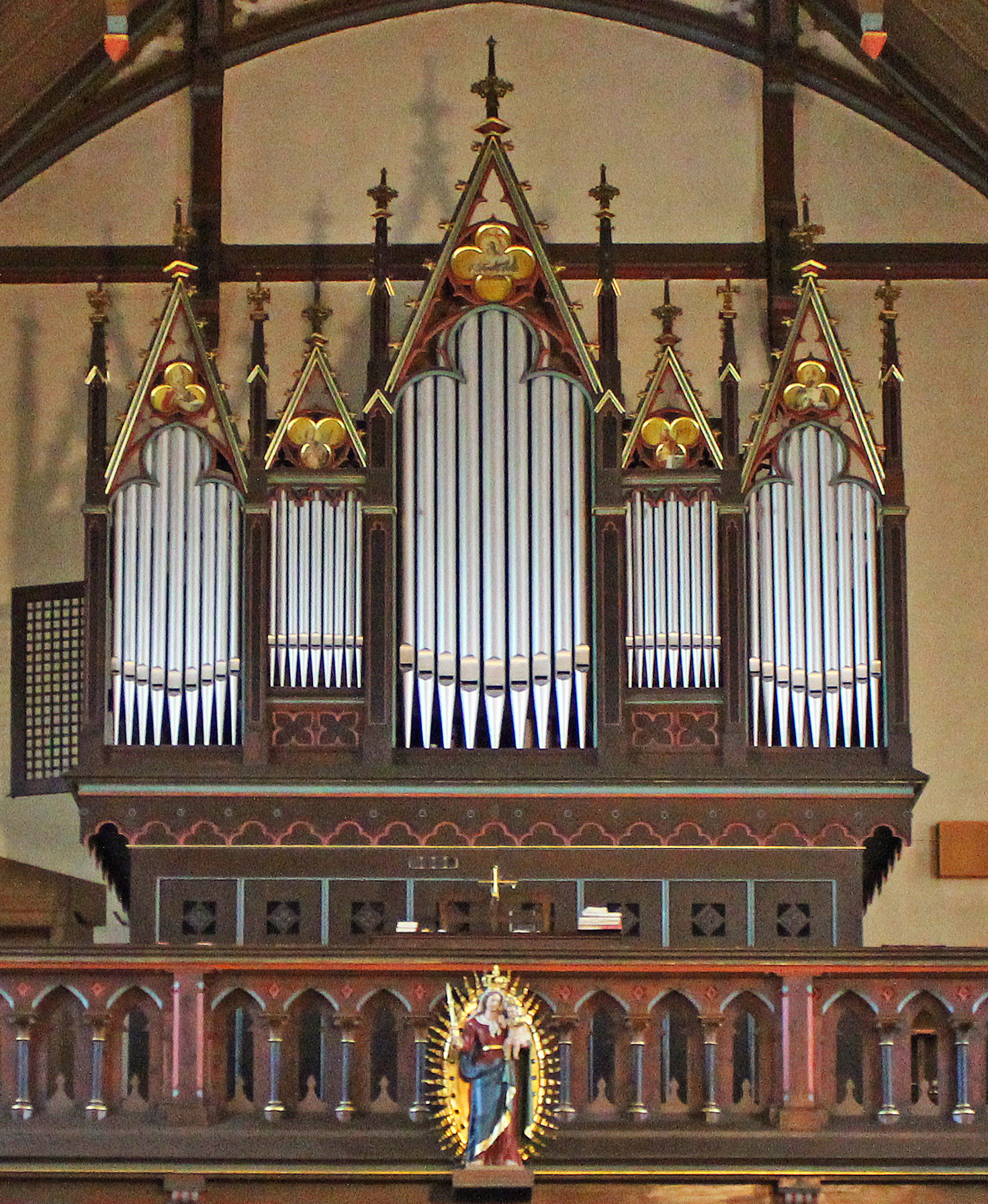
Biesingen, St. Anna (G. F. Steinmeyer & Co., 1913)

Mit der Jahrhundertwende etablierte sich die bedeutende Orgelbauerfamilie Mamert Hock, die in Saarlouis ihre Werkstatt hatte und viele in dieser Zeit neu erbauten Kirchen mit pneumatischen Kegelladenorgeln belieferte. Heute noch erhaltene Werke stehen unter anderem in Niedaltdorf (St. Rufus, 1901) und Kostenbach (Herz Jesu, 1910). Die größte erhaltene Orgel der Firma Hock in Reimsbach (St. Andreas, 1904) besitzt 25 Register auf zwei Manualen und Pedal, davon alleine in den Manualen elf labiale 8′-Register und steht ganz in der Tradition der Spätromantik.
Mehr und mehr kamen überregionale Orgelbauer im Saarland zum Zuge, so unter anderem Johannes Klais in Beckingen (St. Johannes und Paulus, 1912), Scheuern (St. Katharina, 1920) und Lockweiler (St. Michael, 1929), Steinmeyer in Blieskastel (1912) und Biesingen (1913) und Friedrich Weigle in Altenkessel (1913).

### 1920–1939

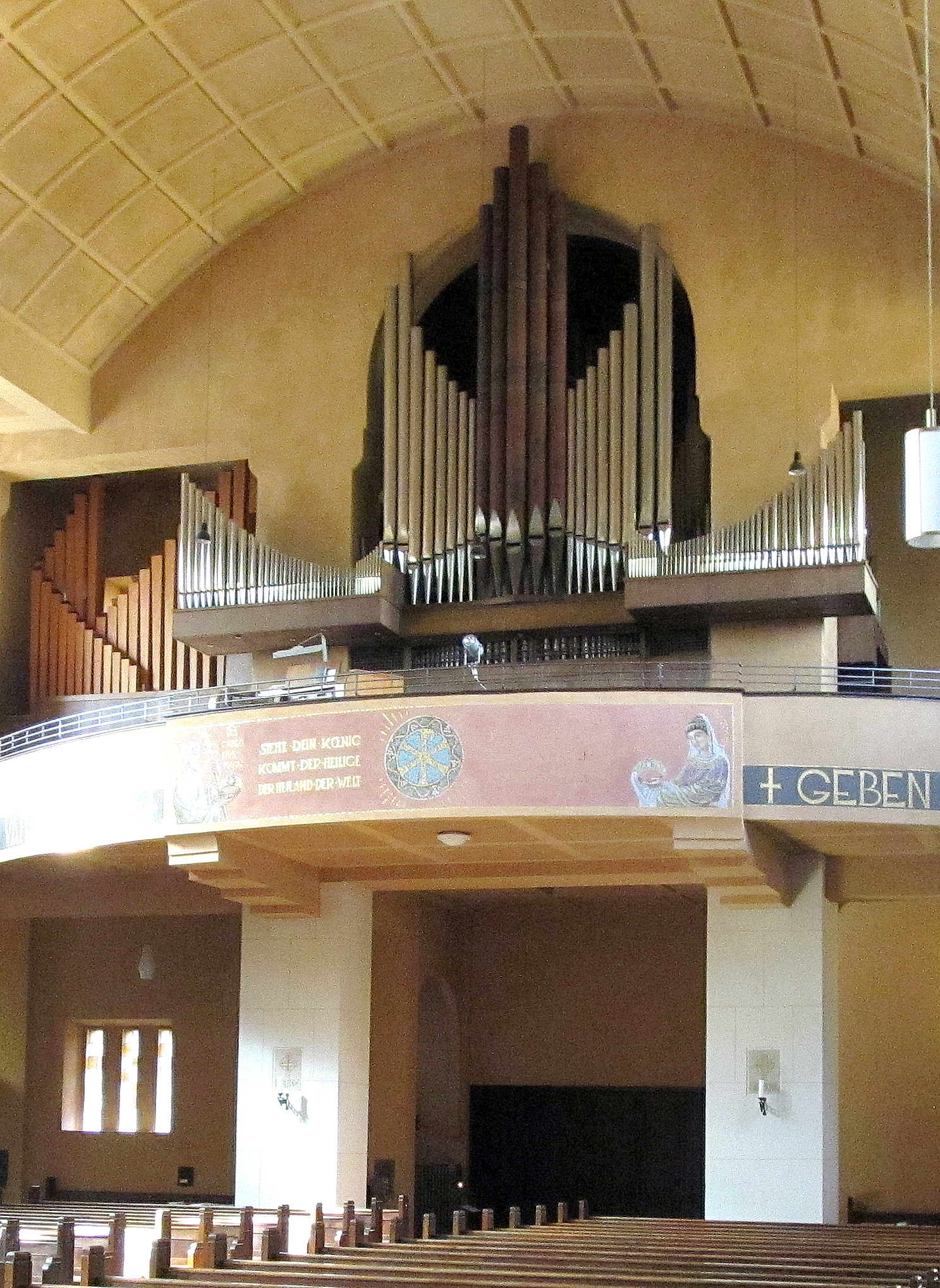
Die mit 68 Registern größte Orgel des Saarlandes in der Christkönigkirche Saarbrücken (Hans Klais, 1933/1960)

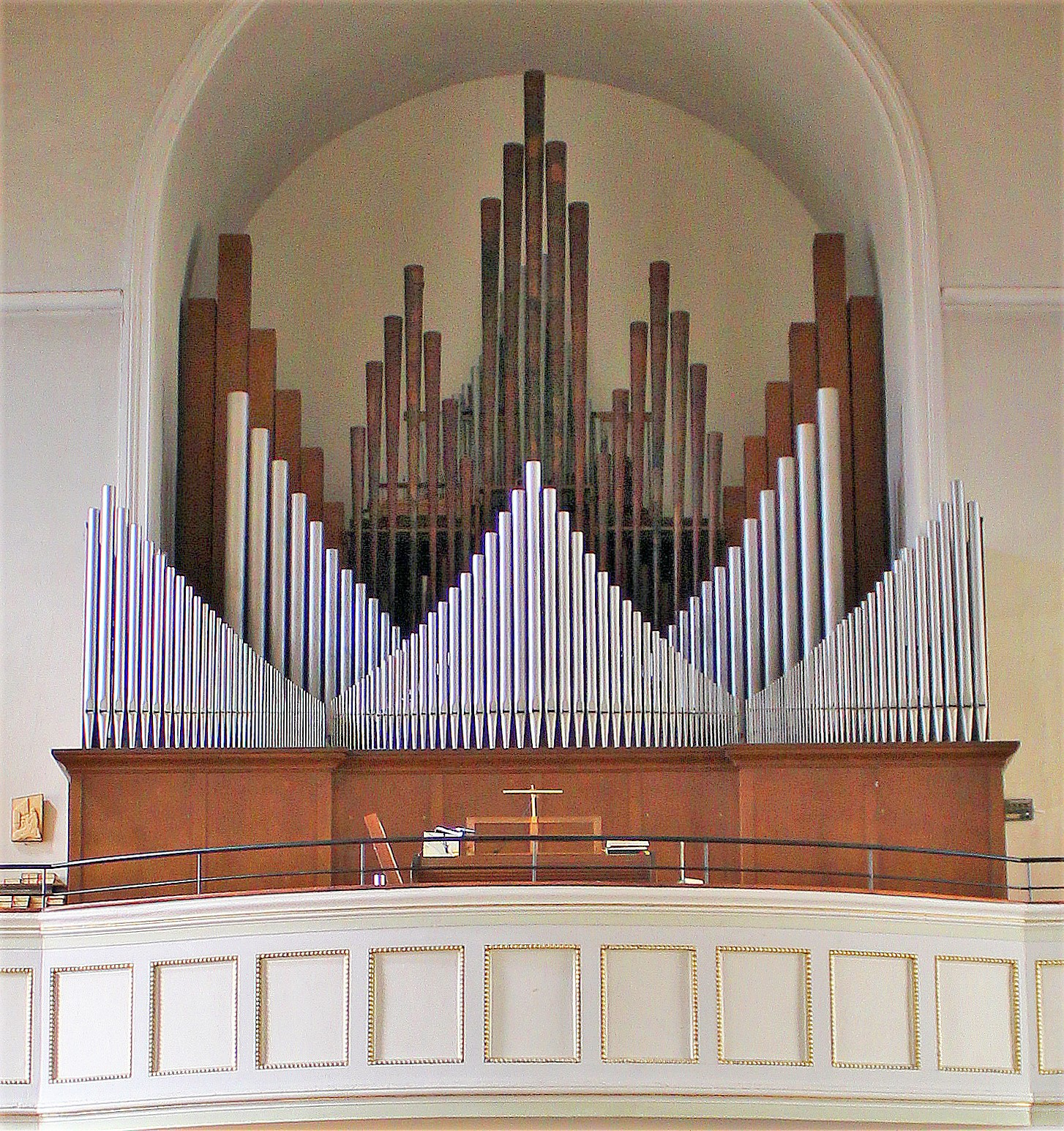
Urexweiler, St. Franziskus (Klais, 1939)

Das Saarstatut von 1920 blieb für Auswahl und Auftragsvergabe an Orgelbauer praktisch ohne Folgen. Neben Mamert Hock kamen weiterhin fast nur deutsche Orgelbauer zum Zug. So trat seit den 1920er Jahren verstärkt die Orgelbaufirma Späth im Saargebiet in Erscheinung. Von Späth wurde 1925 in St. Michael in Saarbrücken ein großes orgelbewegtes Instrument erbaut, das mit vier Manualen und Fernwerk über dem Gewölbe ganz dem Typus ihrer Zeit entsprach und zu dieser Zeit die größte Orgel im Saarland war. Das Instrument ist im Großen und Ganzen erhalten, wurde jedoch in den 1980er Jahren durch Hugo Mayer umdisponiert und mit einem neuen dreimanualigen Spieltisch versehen. Das vierte Manual (Fernwerk) wurde aufgegeben, da es im Zweiten Weltkrieg beschädigt und geplündert worden war. Die Orgel besitzt keinen Prospekt, sondern nur einen grünen Holzverschlag, und zählt zu den bedeutendsten Instrumenten der frühen Orgelbewegung im Saarland.
Ab Ende der 1920er Jahre wurden die ersten elektropneumatischen Instrumente im Saarland erbaut.
Späth erweiterte 1933 die Voit-Orgel in St. Josef in St. Ingbert auf 52 Register, womit sie die zweitgrößte im Saarland war. Ebenfalls 1933 wurde von der Bonner Orgelbaufirma Klais in der Wendalinusbasilika St. Wendel eine viermanualige Orgel mit elektropneumatischen Kegelladen und 48 Registern hinter dem Prospekt von Stumm erbaut. Die Manuale II und IV sind Positive, die im Klais-typischen Freipfeifenprospekt der Zeit links und rechts des Stumm-Gehäuses hinzugefügt wurden. Die Orgel wurde mehrfach umgebaut und in ihrer Disposition geringfügig umgearbeitet, ist jedoch zum Großteil erhalten. In den 1970er Jahren erhielt sie einen neuen Spieltisch durch die Erbauerfirma.
Im selben Jahr errichtete Klais in der Christkönigkirche Saarbrücken eine Orgel mit drei Manualen und 45 Registern, die nach Plänen des Organisten Paul Schneider 1953 und 1960 auf 68 Register auf vier Manualen erweitert wurde. Damit ist sie heute die größte Orgel des Saarlandes und darüber hinaus in der Region.
Aus dem Geist der Orgelbewegung und unter dem Einfluss von Karl Rahner und Christhard Mahrenholz entstand ebenfalls 1933 in der Schlosskirche Saarbrücken die erste mechanische Schleifladenorgel durch Walcker im Saarland seit Einführung der Pneumatik. 1938 folgte eine weitere mechanische Schleifladenorgel durch die niedersächsische Firma Hammer für die Stiftskirche St. Arnual. Beide Instrumente sind jedoch nicht erhalten.

### 1940–1959

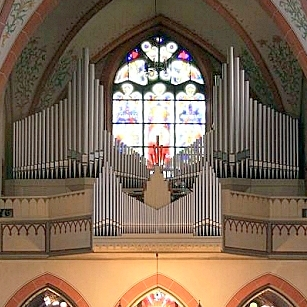
Oberthal, St. Stephanus (Hærpfer & Erman, 1950)

Aufgrund des Zweiten Weltkriegs entstanden in den 1940er Jahren nur sehr wenige Instrumente im Saarland, doch in den 1950er Jahren erlebte der Orgelbau wieder einen Aufschwung. Die ersten Nachkriegsjahre im saarländischen Orgelbau waren besonders durch französische Einflüsse geprägt – nicht zuletzt durch den wirtschaftlichen Anschluss des Saarlandes von 1947 bis 1956 an Frankreich. Daher kamen nun einige französische Orgelbaufirmen an der Saar zum Zuge, so unter anderem Edmond Alexandre Roethinger, von dem eine große dreimanualige Orgel in der katholischen Stadtpfarrkirche St. Marien Neunkirchen (Saar) (1954) erhalten ist. Roethinger erbaute ebenfalls in der neuen Synagoge am Saarbrücker Beethovenplatz (1950) und in der St. Laurentiuskirche Eschringen (1949) neue Orgeln. Die Firma Hærpfer & Erman belieferte viele Dorfkirchen mit elektropneumatischen Kegelladenorgeln, deren Dispositionen sich weniger am deutschen Neobarock als an der französischen Neoklassik orientieren, die durch die elsässische Orgelreform beeinflusst war. Bedeutende Instrumente stehen in Oberthal (St. Stephanus, 1950), Riegelsberg (St. Josef, 1950), Überherrn (St. Bonifatius, 1953), Friedrichsthal (St. Marien, 1955) und in der Lutwinuskirche Mettlach (1957). Die Dispositionen der Hærpfer-Orgeln der Zeit beinhalten neben einem grundtönigen Hauptwerk meist ein großzügig disponiertes Schwellwerk, bei dreimanualigen Orgeln als drittes Manualwerk noch ein eher kleines Positiv, das manchmal auch in die Emporenbrüstung eingebaut wurde. Auffällig ist, dass der Klang dieser Instrumente im Plenum weniger mixturenlastig, sondern von Zungen geprägt ist. Die Hauptwerksmixtur in Oberthal beispielsweise ist nur dreifach angelegt, obwohl die Orgel über 37 Register verfügt.
Deutsche Orgelbauer hatten es in dieser Zeit im Saarland deutlich schwerer. Daher gründeten einige Firmen eigene Niederlassungen im Saarland – so Lotar Hintz, der 1948 eine Filiale in Heusweiler eröffnete, und die Gebrüder Späth, die 1951 eine Filiale in St. Ingbert gründeten, – oder schickten eigene Vertreter: So kam Hugo Mayer 1952 als Vertreter Walckers ins Saarland und gründete 1953 die heute noch existierende Orgelbaufirma Hugo Mayer, zunächst für kurze Zeit mit Sitz in Homburg, dann in Saarbrücken-Brebach und ab 1957 in den noch heute genutzten größeren Räumlichkeiten in Heusweiler.
Aufgrund der Handelsbeschränkungen konnten bis zur Eingliederung des Saarlandes in die Bundesrepublik 1957 nur wenige deutsche Orgelbauer Instrumente ins Saarland liefern; allen voran ist Weise aus Plattling zu nennen, der in dieser Zeit fünf Neubauten errichten konnte, daneben kamen Walcker mit vier Neubauten, Ernst Seifert (zwei) und  Klais (ein Neubau in St. Lukas Bliesransbach, 1953) zum Zug.
Charakteristisch für fast aller Orgeln der Zeit sind der Freipfeifenprospekt und die elektropneumatischen Kegelladen.

### 1960–1979

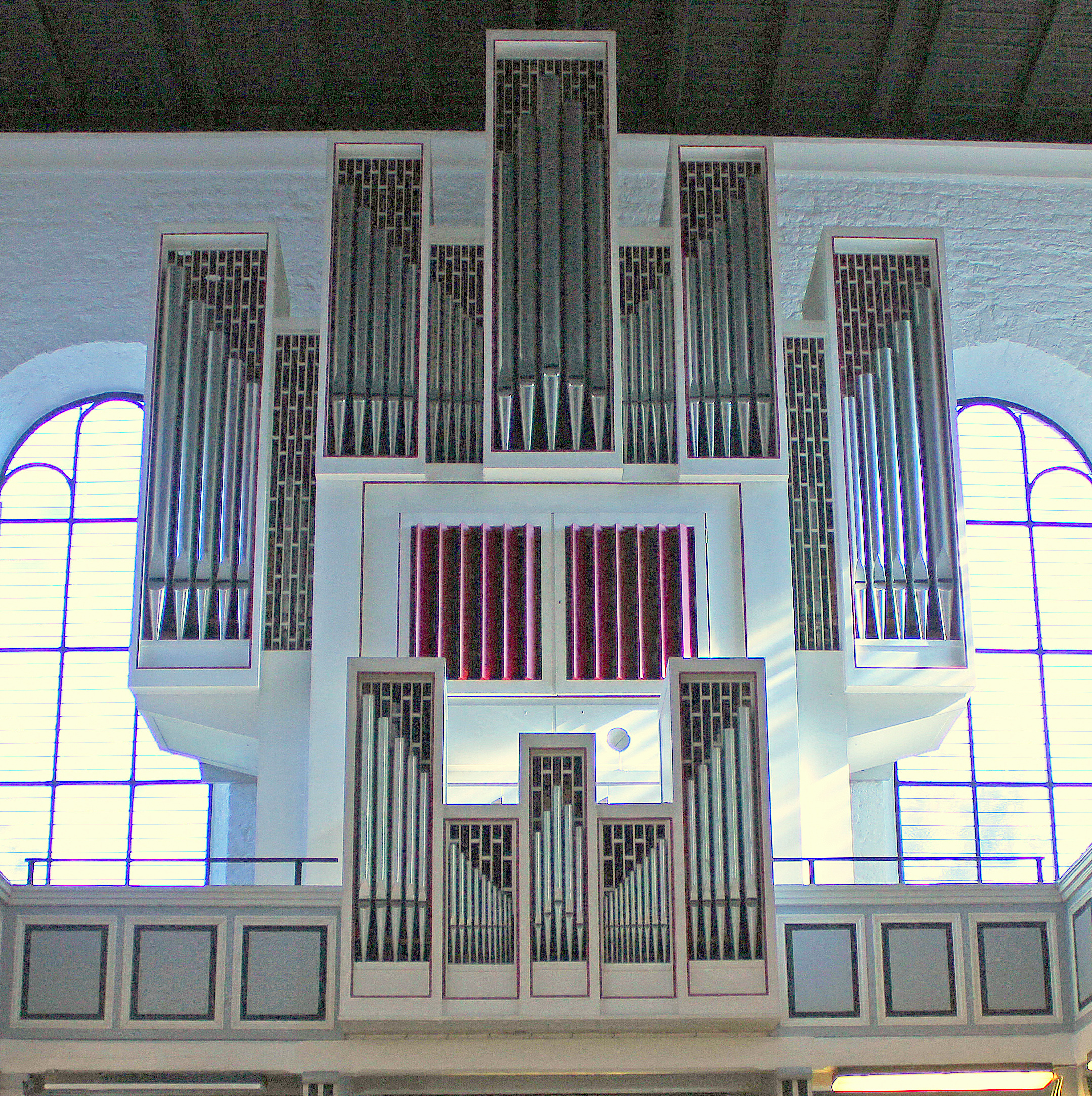
Wiebelskirchen, Evangelische Kirche (Rudolf von Beckerath, 1969)

In den 1960er Jahren kam es hinsichtlich der Windladenart und in der Prospektgestaltung zum Umbruch im saarländischen Orgelbau. Ab nun wurden fast ausschließlich Orgeln mit geschlossenen Gehäusen gebaut und vielerorts helle Kupferpfeifen in den Prospekt gestellt. Ab etwa 1960 baute Mayer nur noch Schleifladen, zunächst mit rein elektrischer Traktur, gegen Ende der 1960er Jahre nur noch mit mechanischen Spieltrakturen. Ein Beispiel für solche Instrumente mit elektrischen Schleifladen und Kupferprospekt ist die Orgel in St. Wendalinus in Großrosseln (1964). In katholischen Kirchen im Saarpfalz-Kreis wurden in dieser Zeit fast ausschließlich Mayer-Orgeln errichtet, zum Beispiel in St. Martin Bexbach (1964) und St. Josef Jägersburg (1963).
Nun kamen vermehrt Orgelbauer aus anderen Bundesländern zum Zug und brachten die neobarocke Orgelbautradition mit ins Saarland, zum Beispiel Karl Schuke in der Saarbrücker Schlosskirche (1959), Alfred Führer in Maria Königin (Saarbrücken) (1964), Paul Ott in Jägersburg (1968), Rudolf von Beckerath in Wiebelskirchen (1969) oder Klais in Merzig (1960).
Aufgrund der engen Beziehungen, die Erich Honecker zu seiner Heimatstadt Neunkirchen pflegte, wurde es einigen Orgelbauern aus der DDR möglich im Saarland neue Instrumente zu errichten; so bauten Hermann Eule in Landsweiler-Reden (Ev. Kirche, 1968) und Friedrichsthal (Ev. Kirche, 1968) sowie Jehmlich unter anderem in der Evangelischen Christuskirche Neunkirchen (1973) und in Ottweiler (1976).
Eines der wenigen Instrumente, das in dieser Zeit noch mit Registerkanzellenladen, also Kegel- und Taschenladen, erbaut wurde, befindet sich in Schwalbach in der Kirche St. Martin. Es wurde 1964 durch Ernst Seifert aus Bergisch Gladbach mit 57 Registern auf vier Manualen und Pedal erbaut und folgt optisch als auch klanglich dem Neobarock, besitzt aber auch ein sehr üppig besetztes Schwellwerk, wie es eher in den früheren Jahrzehnten üblich war.

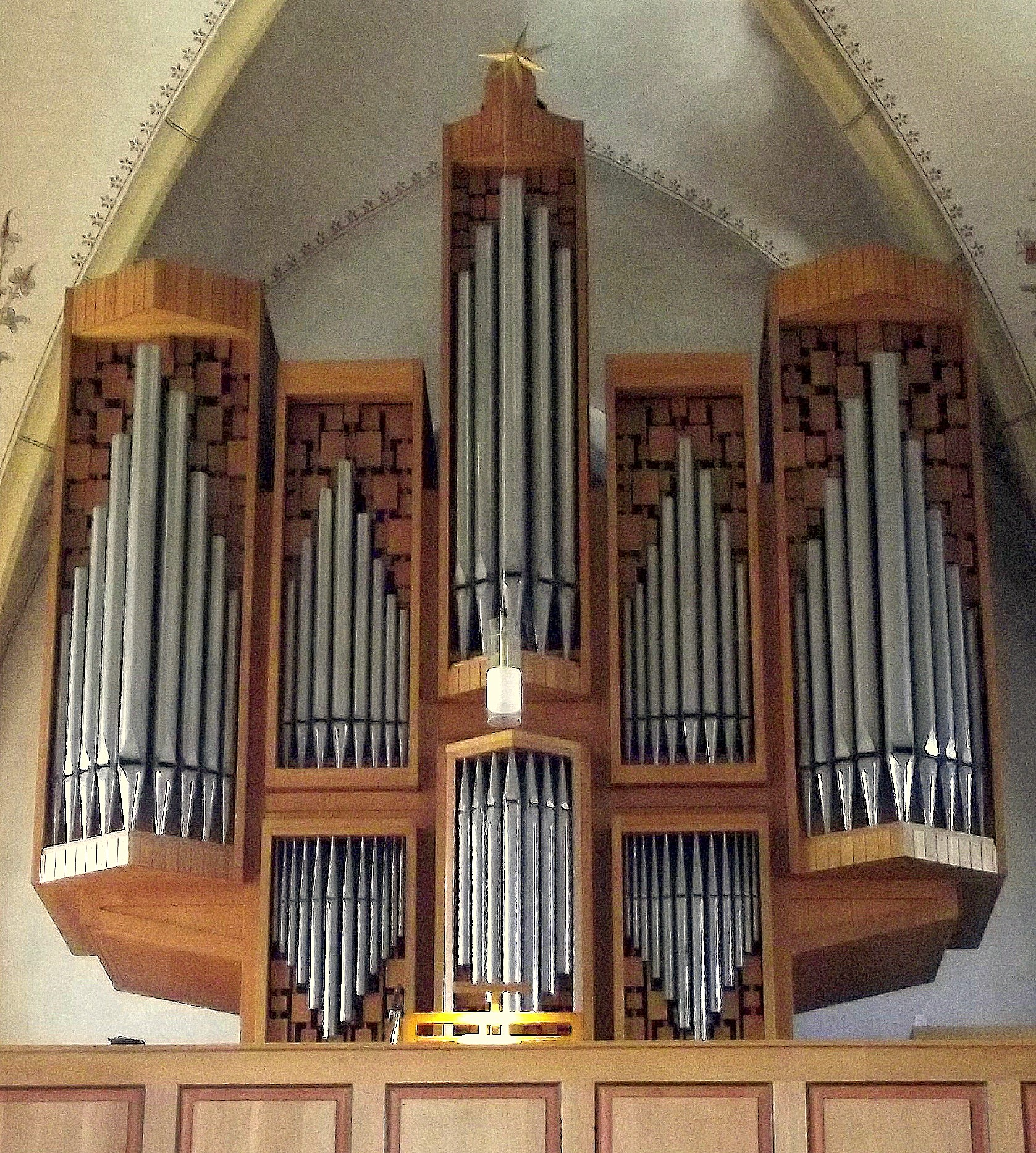
Theley, St. Peter (Mayer, 1975)

Zwischen 1970 und 1980 dominierte die Firma Mayer die Zahl der Orgelneubauten in den saarländischen Kirchen. Es entstanden zahlreiche mechanische Instrumente mit elektrischen Registertrakturen und den charakteristischen Mayer-Prospekten der Zeit, deren Kennzeichen abwechselnde Spitztürme und Flachfelder in hellem Holz sind, wie zum Beispiel in St. Peter in Theley (1975) oder St. Nikolaus in Rehlingen (1977).
Französische Orgelbauer waren in dieser Zeit kaum noch im Saarland tätig. Hærpfer & Erman (Boulay) errichteten fünf neue Orgeln, Willy Meurer (Rohrbach-lès-Bitche) eine in Auersmacher, Yves Koenig (Sarre-Union) eine in Rohrbach und Muhleisen (Straßburg) eine in Herrensohr und eine auf dem Saarbrücker Rotenbühl.

### 1980–1999

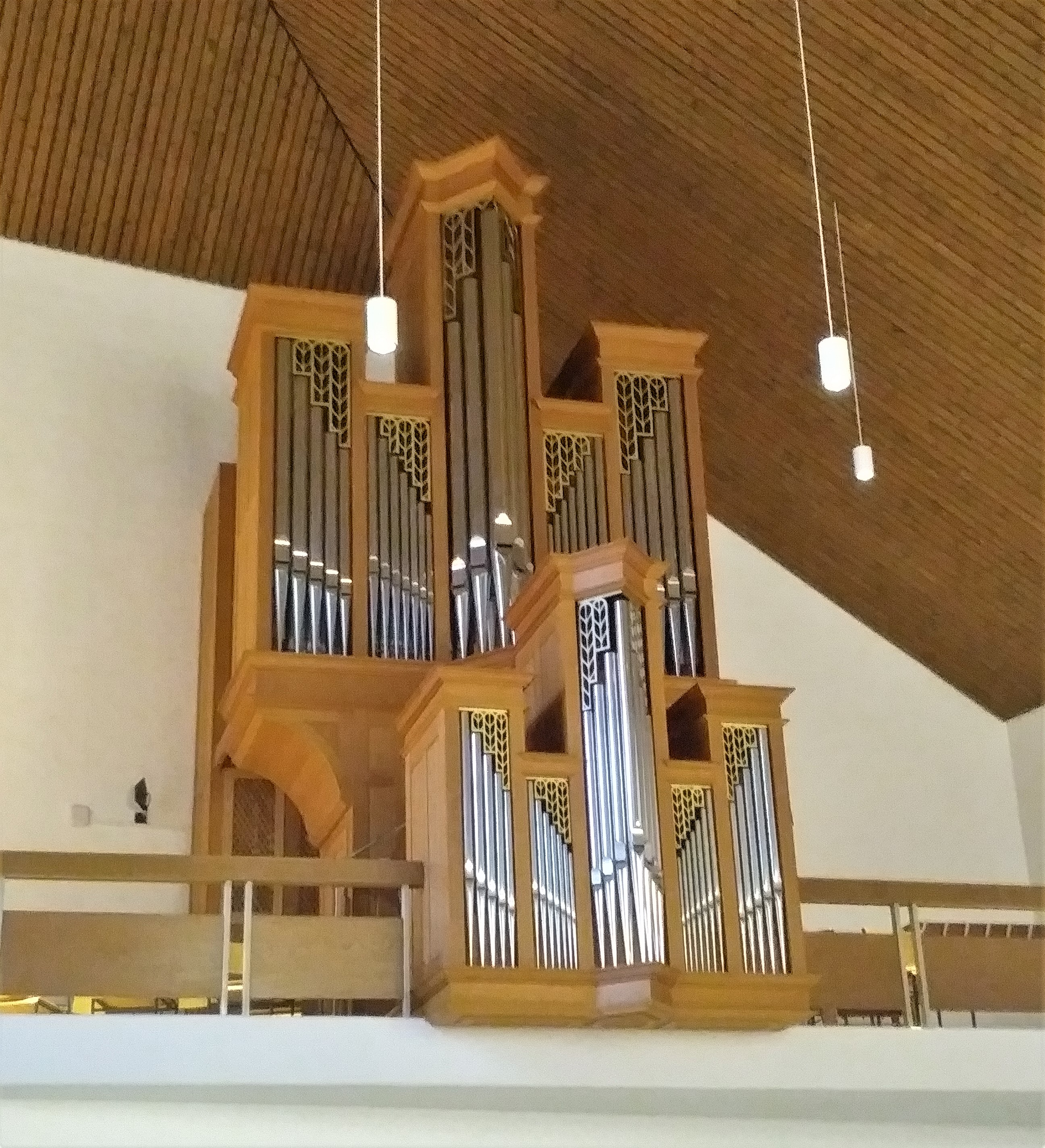
Hasborn-Dautweiler, St. Bartholomäus (Konrad Mühleisen, 1991)

Auch in den 1980er Jahren wurde der Orgelbau im Saarland von der Orgelbaufirma Mayer dominiert. Es entstanden größere dreimanualige Stadtkirchenorgeln für St. Ludwig in Saarlouis (1980), Eppelborn (St. Sebastian, 1984) und Lebach (Heilige Dreifaltigkeit und St. Marien, 1987). Des Weiteren wurden zahlreiche Dorfkirchen beliefert. In den frühen 1980ern baute Mayer wieder vermehrt Kupferpfeifen in seine Prospekte, so z. B. in Heusweiler oder St. Paulus (Saarbrücken). 1987 wurde das Vorzeigeinstrument von Mayer für die katholische Kirche St. Crispinus und Crispinianus Lisdorf erbaut. Es besitzt 45 Register auf drei Manualen und Pedal und befindet sich in einem barockisierenden neuen Gehäuse mit Rückpositiv und stellt einen Typus der Universalorgel dar, mit einem klassisch besetzten Hauptwerk, einem barocken Rückpositiv sowie einem romantischen Schwellwerk.
Neben Mayer konnten in den 1980er Jahren nur wenige Orgelbauer neue Instrumente im Saarland bauern, so Beckerath in der Ludwigskirche Saarbrücken (1982), Gustav Cartellieri in Dudweiler (1984), Koenig in Einöd (1985), Oberlinger in Losheim (1985), Walcker in Wemmetsweiler (1986) und Richard Rensch in Homburg-Schwarzenacker (1989).
In den 1990er Jahren änderte sich das Bild nur wenig: Die meisten Orgeln wurden wiederum von Mayer geliefert. So steht in der St.-Marien-Kirche in Schmelz-Außen seit 1999 eine große zweimanualige Mayer-Orgel mit 34 Registern in Anlehnung an französisch-romantische Vorbilder. Konrad Mühleisen aus Leonberg konnte vier Neubauten ins Saarland liefern, darunter eine vollmechanische Schleifladenorgel in Anlehnung an den elsässischen Barockstil für die Pfarrkirche St. Bartholomäus in Hasborn-Dautweiler (1991), die als Meilenstein des Orgelbaus im Saarland galt, dennoch aber nur wenige Folgeaufträge für Mühleisen nach sich zog. Weitere Instrumente errichteten Walcker in Merzig (1992), Gerhard Kuhn (Esthal) in Uchtelfangen (1994), Orgelbau Kuhn (Männedorf, Schweiz) in St. Arnual (1995), Link in Besseringen (1999) und Klais in Fremersdorf (1999). Rainer Müller restaurierte 1998 die Stumm-Orgel in Ludweiler.

## 21. Jahrhundert

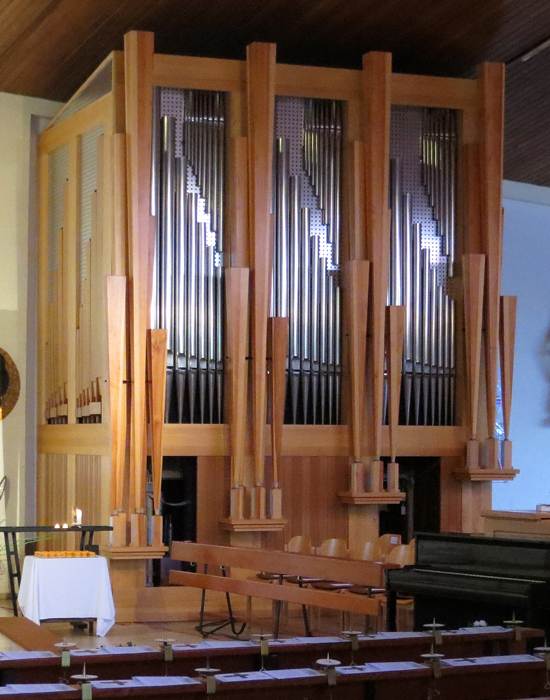
Furpach, St. Josef (Thomas Gaida, 2007)

Im Jahre 2000 wurde die 1975 erbaute Klais-Orgel der Basilika St. Johann in Saarbrücken durch Mayer um zwei Teilwerke auf den ehemaligen Logen links und rechts im Altarraum erweitert. Das Instrument verfügt heute über 61 Register auf fünf Manualen. Das Schwellwerk (linke Logenorgel) ist auch von einem eigenen zweimanualigen Spieltisch im Chor mechanisch anspielbar. Dazu wurde das Schwellwerk in zwei Sektionen für das I. und das II. Manual am Chorspieltisch aufgeteilt. Der Bourdon 16’ dient als Transmissionsregister im Pedal der Chororgel. Vom Hauptspieltisch aus lässt sich die gesamte Chororgel vom III. Manual als eine Einheit anspielen. Vom V. Manual können die Chamaden bedient werden, die sich in der rechten Logenorgel befinden.
Mit der Gründung der Orgelbauwerkstatt Thomas B. Gaida in Wemmetsweiler (2002) wurde die Orgelvielfalt im Saarland enorm belebt. Gaida gelang es im ersten Jahrzehnt des neuen Jahrtausends die mehr als dreißigjährige Dominanz der Firma Mayer im Saarland zu brechen und gleich viele neue Orgeln zu liefern bzw. Orgelumbauten auszuführen wie Mayer. Seine Neubauten sind fast ausschließlich mit elektrischen Kegelladen ausgestattet. Immer verwendete Gaida das Pfeifenwerk der Vorgängerorgel wieder und weiteres gebrauchtes Pfeifenmaterial. Ein weiteres charakteristisches Merkmal für Gaida-Orgeln ist der gezielte Ausbau einiger weniger Auxiliarregister über mehrere Oktaven, die dann auf allen Klaviaturen unabhängig registrierbar sind, wodurch die Klangpalette und die musikalischen Möglichkeiten erweitert werden. Dieses System ist vom reinen Multiplexsystem insofern zu unterscheiden, da hier nur einzelne Register ausgebaut sind und die einzelnen Teilwerke stets komplett aus „echten“ Registern bestehen, während beim Multiplexsystem (beinahe) alle Register aus einigen wenigen Pfeifenreihen gezogen werden. Außerdem experimentiert Gaida mit Transpositionvorrichtungen in alle Tonarten und weiteren elektronischen Spielhilfen. Neue Gaida-Orgeln stehen in Wustweiler (2002), Furpach (2007) und Homburg-Erbach (2008). Darüber hinaus baute Gaida zahlreiche Orgeln in dem ihm eigenen Stil um und erweiterte sie unter völliger Neuintonation des Pfeifenwerks, z. B. in Maria-Himmelfahrt, Roden (2010) und in St. Mauritius, Sotzweiler (2012).
Mayer baute 2008 für Obersalbach (Gemeinde Heusweiler) und 2015 für die Kapelle des Langwiedstift Saarbrücken Multiplexorgeln, bei denen alle Register auf allen Klaviaturen separat spielbar sind.
In den ersten beiden Jahrzehnten des neuen Jahrtausends wurden weitere neue Instrumente gebaut von Link in Perl (2000) und Fraulautern, von Gaston Kern in Homburg-Sanddorf (2000, in Privatbesitz), von Andreas Offner in der neuapostolischen Kirche in Saarbrücken (2002), von Peter Ohlert in Breitfurt (2003), von Yves Koenig in Niederkirchen (2009), von Péter Sándor in Wellesweiler (2013) und von Klais in Blieskastel (2018). Außerdem lieferte Henk Klop zwei Truhenorgeln ins Saarland.

## Im Saarland ansässige Orgelbauunternehmen
| Name                           | Zeitraum           | Ort                  | Bemerkungen |
| ------------------------------ | ------------------ | -------------------- | --- |
| Thomas B. Gaida                | 2002 bis heute     | Wemmetsweiler        | Ausschließlich Bau von elektrischen Kegel- und Einzeltonladen; sehr progressives Orgelkonzept                                                                                      |
| Lotar Hintz                    | 1948 bis etwa 1972 | Heusweiler           | |
| Mamert Hock                    | 1900 bis 1943      | Saarlouis            | |
| Hugo Mayer Orgelbau            | 1953 bis heute     | Heusweiler           | Ursprünglich in Homburg gegründet, kurz darauf nach Saarbrücken-Brebach und 1957 nach Heusweiler umgezogen. Zuvor arbeitete Hugo Mayer bereits als Vertreter Walckers im Saarland. |
| Peter Ohlert                   | 1994 bis heute     | Kirkel               | |
| Dietmar Schömer                | seit 2005          | Bliesransbach        | |
| Gebr. Späth Orgelbau           | 1951 bis 1971      | St. Ingbert          | Filiale der Firma aus Mengen |
| Walcker Orgelbau               | 1974 bis 1999      | Rilchingen-Hanweiler | 1974 Umzug der Firma aus Murrhardt bzw. Ludwigsburg ins Saarland, 1999 Insolvenz                                                                                                   |
| Orgelbau Gerhard Walcker-Mayer | 2000 bis heute     | Bliesransbach        | Neugründung des Betriebes nach Insolvenz von Walcker Orgelbau |